# 小林村 (埼玉県)
小林村（おばやしむら）は埼玉県の東部、南埼玉郡に属していた村。

## 地理

### 河川
- 附廻堀悪水路
- 沼落悪水路（三間堀）
- 野通川
- 西浦用水
- 栢間堀川
- 栢間赤堀
- 幹線堀
- 見沼代用水

湖沼
- 弁天沼
- 栢間沼
- 小林沼

### 地名（小字）
小林村（おばやしむら）
| - 森下（もりした） - 柳原（やなぎはら） - 大谷（おおや） - 三棚（さんたな） - 赤田（あかた） - 下の寺（しものてら） - 木間金（きまがね） - 上前谷（まみまへや） - 小下前（こじもまへ） - 京手（きょうで） - 上手（うわで） - 本村（ほむら） - 大上（おおがみ） - 中上（なかがみ） - 北東（きたひがし） - 小下後（こじもうしろ） - 野々宮前（ののみやまへ） | - 下前谷（しもまへや） - 新田前（しんでんまへ） - 野々宮後（ののみやうしろ） - 八束（はっそく） - 東浦（ひがしうら） - 下後沼（しもうしろぬま） - 上後沼（かみうしろぬま） - 沼涯（ぬまかい） - 下沼頭（しもぬまがしら） - 上沼頭（かみぬまがしら） - 忠平田（ちゅうべぇだ） - 新徳田（にいとくだ） - 野通（やどおり） - 小多太芦（こたふとよし） |

## 歴史
- 1879年（明治12年） - 小林村が同一郡内の同名村との区別の為、西小林村に改称される。
- 1889年（明治22年）4月1日 - 町村制施行により、西小林村が村名を改称し南埼玉郡小林村として成立する。
- 1954年9月1日 - 菖蒲町・三箇村・栢間村・大山村大字上大崎と合併し、改めて菖蒲町が発足。同日小林村廃止。